# Tomochika Toshirō
Toshiro Tomochika (sinh ngày 24 tháng 4 năm 1975) là một cầu thủ bóng đá người Nhật Bản.

## Sự nghiệp câu lạc bộ
Toshiro Tomochika đã từng chơi cho Ehime FC.